# Leptogenys ridens
Leptogenys ridens är en myrart som beskrevs av Auguste-Henri Forel 1910. Leptogenys ridens ingår i släktet Leptogenys och familjen myror. Inga underarter finns listade i Catalogue of Life.

## Bildgalleri

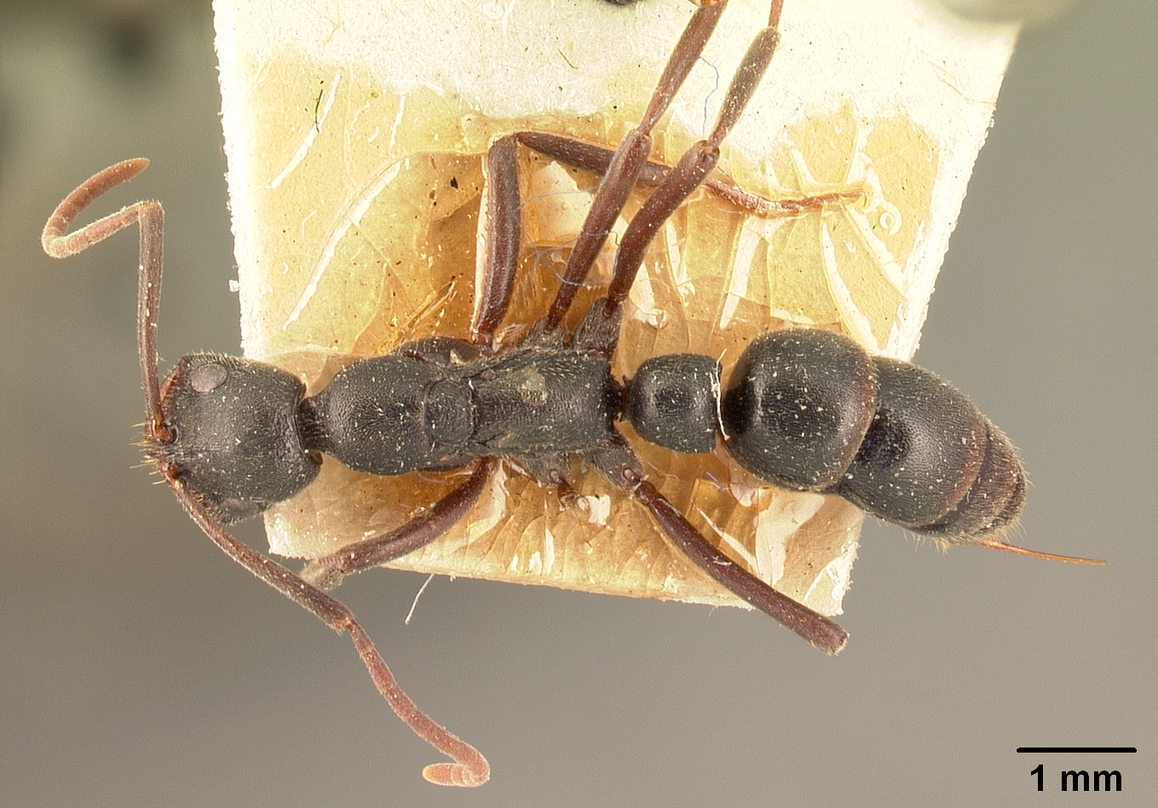
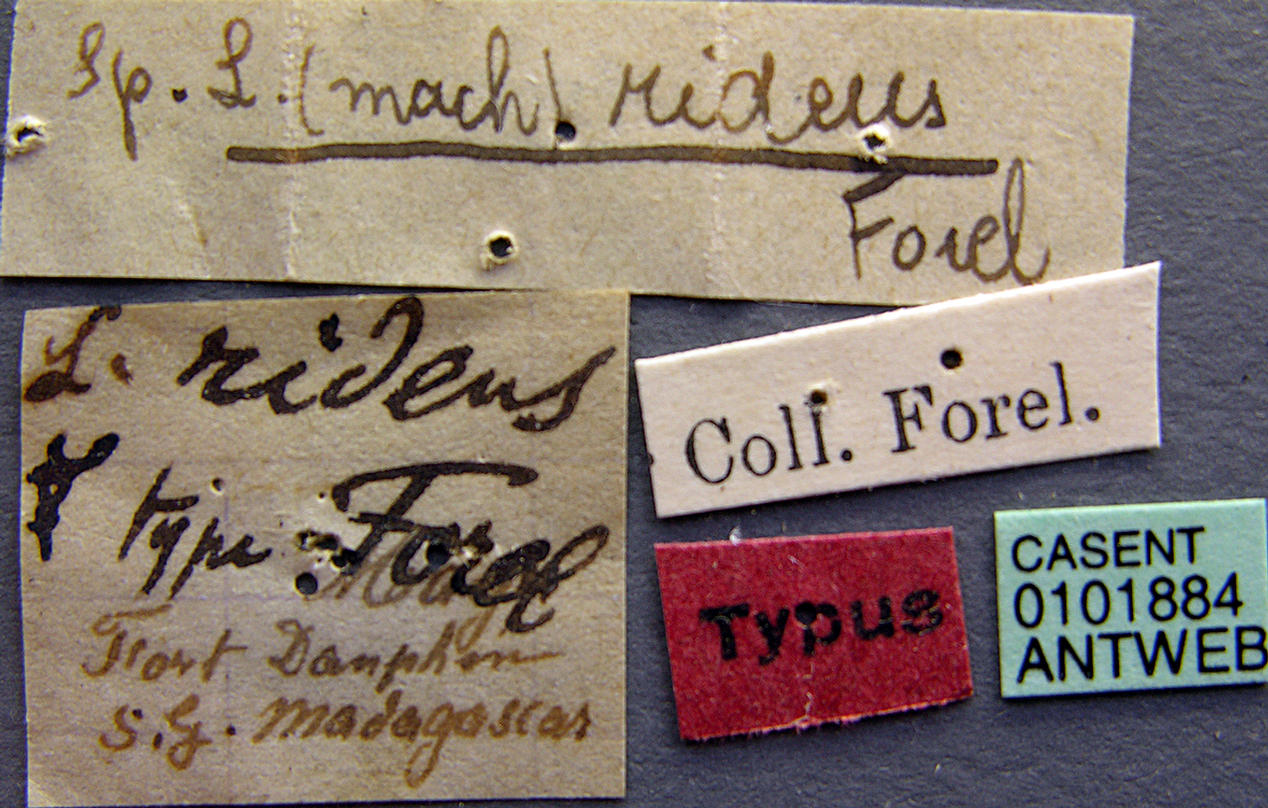
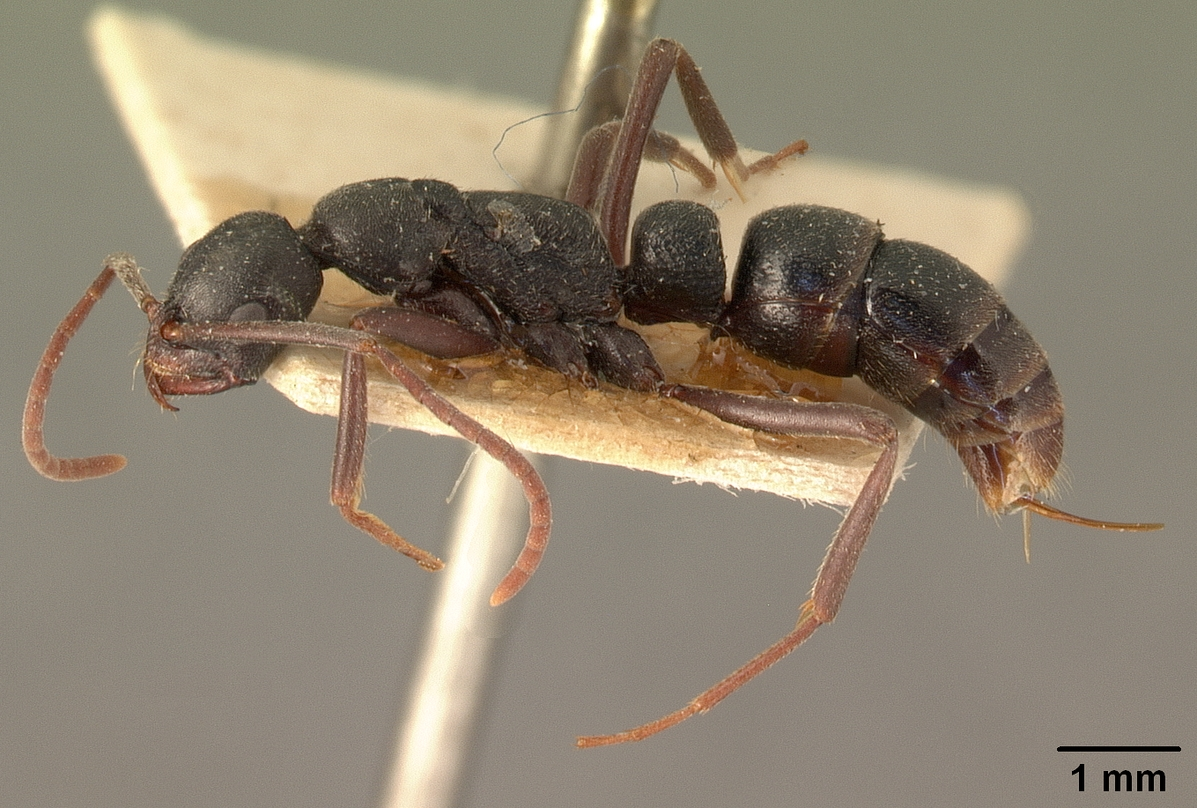